# Athlon
Athlon é uma série de processadores da plataforma x86 criados pela Advanced Micro Devices (AMD). O processador Athlon original (ou clássico) foi o primeiro processador x86 de sétima geração. A AMD continuou utilizando o nome Athlon nos processadores Athlon 64, processadores de oitava geração(K8) que possuem a tecnologia AMD64, nos processadores de nona geração(K9) - dual core, Athlon X2, e usará em seus produtos de entrada de linha na décima geração(K10).

## Athlon Clássico

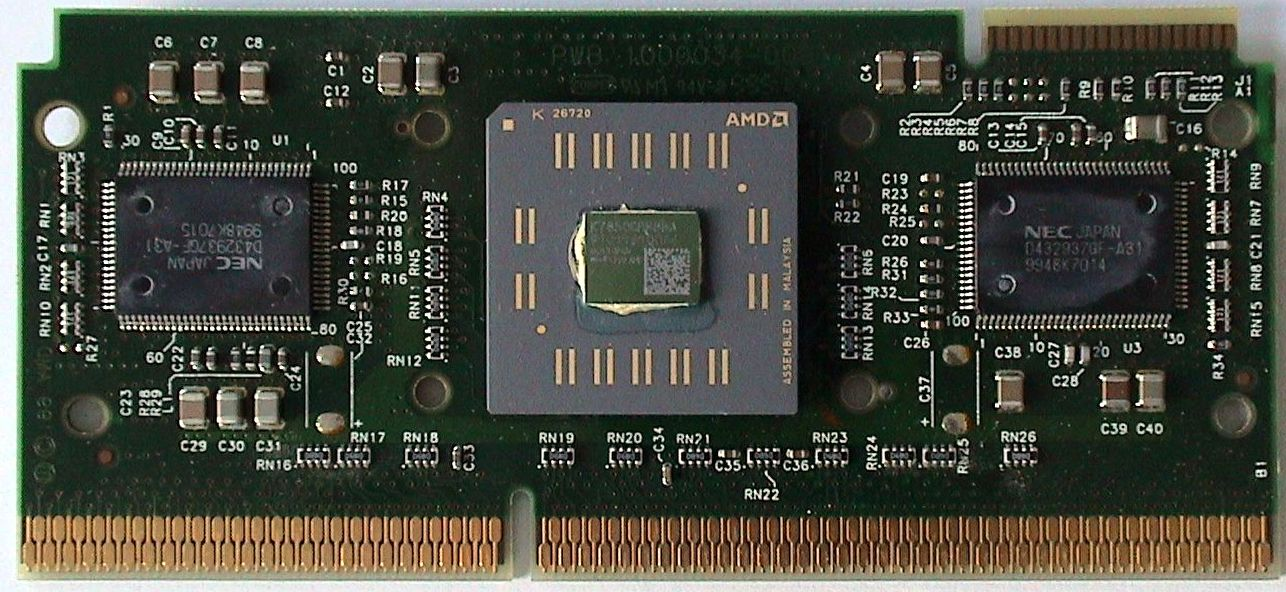
Athlon Slot-A

O Athlon foi lançado no dia 23 de Junho de 1999. O nome "Athlon" foi escolhido pela AMD como um encurtamento para "decathlon" (decatlo). O núcleo original do Athlon, codinome "K7" (em homenagem ao seu predecessor, o K6), foi disponibilizado nas frequência de 500 até 700 MHz em seu lançamento e foi vendido mais tarde em frequências de até 1000 MHz (K75). O processador é compatível com as instruções padrão de mercado x86 e conectado à placa-mãe através de um conector denominado (Slot A) similar mecanicamente (porém não compatível) com o Slot 1 do Pentium II.
Internamente, o Athlon é um processador x86 de sétima geração, o primeiro do gênero. A CPU foi desenvolvida por uma combinação de engenheiros da AMD e engenheiros recém-contratados da ex-DEC, e o resultado foi uma junção de tecnologias das antigas CPUs da AMD e o DEC Alpha 21264. Assim como o AMD K5 e o K6, o Athlon é um micro-processador RISC que decodifica instruções x86 em suas próprias instruções em tempo de execução. A CPU utilizou novamente o design de execução fora-de-ordem ("out-of-order"), assim como as demais CPUs AMD após o 486. O Athlon utiliza a arquitetura de barramento DEC Alpha EV7 com tecnologia "double data rate". Apesar de seu clock externo ser de 100 MHz inicialmente, a característica do barramento permitiu uma taxa de transferência significativamente maior que o barramento Intel GTL+ usados pelo Pentium III e seus derivados.

### Especificações
- Cache L1: 64+64 KiB(dados+instruções)
- Cache L2: 512 KiB, externo
- MMX, 3DNow!,
- Slot A
- FSB: 100Mhz (200MT/s)
- Lisura:
  - 250 nm (Argon)
  - 180 nm (Pluto/Orion)
- Consumo e dissipação de calor (TDP): 60 W até 75 W
- Primeiros lançamentos:
  - 23 de Junho de 1999 (Argon)
  - 29 de Novembro de 1999 (Pluto/Orion)
- Clock:
  - Argon: 500Mhz até 700Mhz
  - Pluto/Orion: 550Mhz até 1000Mhz

## Athlon XP/MP
O Athlon XP, devido a um estratégia de marketing, usou um sistema chamado "PR rating", que compara seu desempenho com o de um Athlon Thunderbird. Devido ao Athlon XP processar mais instruções por clock (IPC) que o Pentium 4 (e aproximadamente 10% mais que um Thunderbird), ele é mais eficiente; o processador apresenta o mesmo nível de performance a uma frequência significativamente menor. Também, ao contrário dos Athlons anteriores, este processador foi disponibilizado em uma forma que oficialmente suporta biprocessamento, conhecido como Athlon MP.
O Athlon XP foi lançado na mesma época que o Windows XP, mas cada “XP” tem seu significado. No caso do Windows, significa “eXPerience”, e no caso do Athlon, significa “eXtra Performance”.

## Athlon Thunderbird (T-Bird)

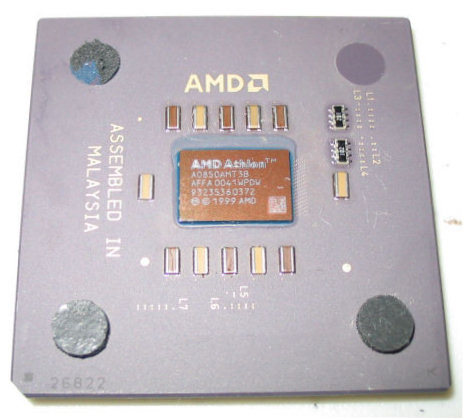
Athlon XP "Thunderbird"

A segunda geração dos processadores Athlon, chamados Thunderbird, surgiram em 5 de Junho de 2000. Esta versão do Athlon é encapsulado em um formato mais tradicional (PGA ou "pin-grid array") e é conectado à placa-mãe em um soquete denominado Socket 462, também conhecido como Socket A. Foi fabricado e vendido em frequências que variam de 650 a 1400 MHz. A principal diferença, entretanto, foi no design de sua memória cache. Assim como a Intel que substituiu os antigos Katmai Pentium III pelos muito mais rápidos Pentium III Coppermine, a AMD substituiu os 512 kB de memória cache externa do Athlon Clássico, que rodava com a metade da frequência do microprocessador por 256 kB de memória cache embutida dentro do chip e que rodava com a mesma frequência do microprocessador. Em termos de performance, o Thunderbird foi superior aos seus rivais Pentium III, e os primeiros Pentium 4 que tiveram seu desempenho melhorando gradualmente. O P4 de 1.7 GHz (Abril de 2001) mostrou que o Thunderbird não poderia se manter na liderança em desempenho por muito tempo. Devido a seu design, surgiram problemas no consumo elétrico e na dissipação térmica e tornou-se inviável ultrapassar os 1400 MHz. Na época, o Thunderbird foi o produto de maior sucesso da AMD desde o Am386DX-40.
São fabricados no processo de 0.18µ, possuem 256KB de cache L2 e operam com FSB de 100 MHz (DDR-200) ou 133 MHz (DDR-266). Seu núcleo mede 128mm2. Disponível de 650 MHz até 1.4 GHz. Encapsulamento cerâmico, bem característico. Núcleo retangular.

### Especificações
- Cache L1: 64+64 KiB(dados+instruções)
- Cache L2: 256 KiB
- MMX, 3DNow!,
- SlotA (por encaixe) e Socket A (462)
- FSB:
  - 100Mhz (200MT/s) - SlotA, modelos "B"
  - 133Mhz (266MT/s) - modelos "C"
- Lisura: 180 nm
- Consumo e dissipação de calor (TDP): 60 W até 72 W
- Primeiros lançamentos: 5 de Junho de 2000
- Clock:
  - SlotA: 650Mhz até 1000Mhz
  - Modelo B: 600Mhz até 1400Mhz
  - Modelo C: 1000Mhz até 1400Mhz

## Athlon XP Palomino

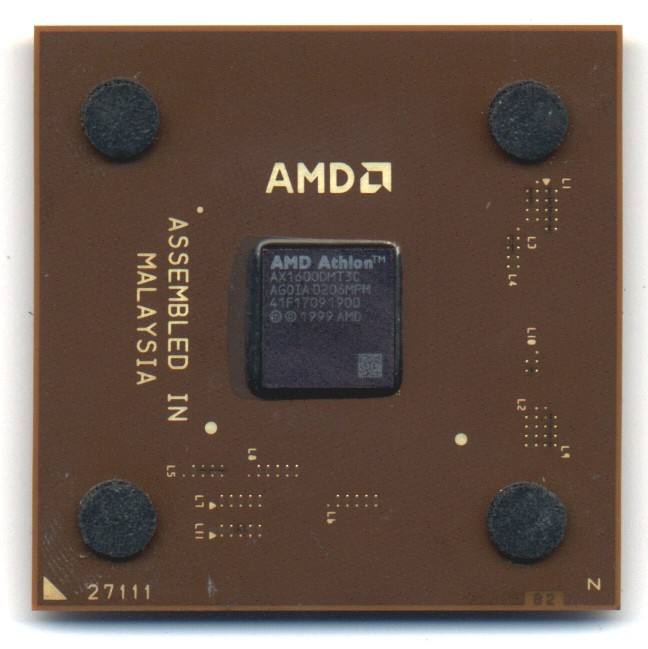
Athlon XP Palomino.

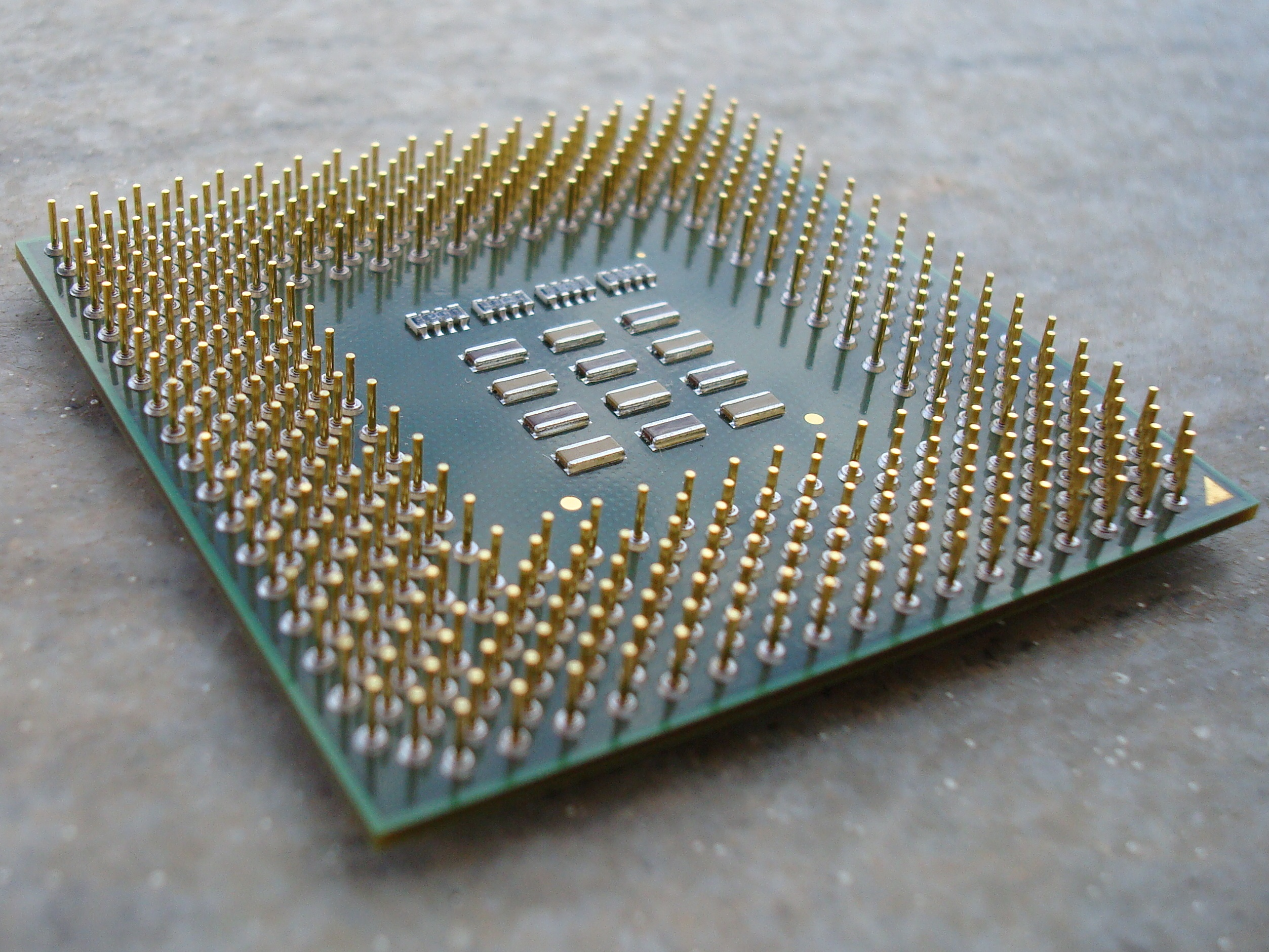
Vista inferior de um Athlon XP 1800+ núcleo Palomino.

A AMD lançou a terceira geração do Athlon em 9 de Outubro de 2001, com o codinome "Palomino". Esta geração foi a primeira a incluir todas as instruções SSE do Intel Pentium III assim como as intruções da AMD 3DNow! Professional. Foi lançado em frequências entre 1333 e 1733 MHz, com índices de 1500+ a 2100+ (PR - "Performance Rating"). As maiores alterações foram otimizações no design do núcleo para aumentar a eficiência em aproximadamente 10% comparado com um Thunderbird de mesma frequência, através de melhorias na arquitetura TLB e a adição de um mecanismo para melhor aproveitar a largura de banda de memória disponível.  O novo núcleo do Athlon consome aproximadamente 20% menos energia que seu predecessor, assim reduzindo a dissipação de calor.  O núcleo foi também modificado para permitir maior escalabilidade na freqüencia de seu clock. Em seu lançamento, o Athlon XP permitiu a AMD claramente tomar a liderança de desempenho na plataforma x86 com o 1800+, e aumentar ainda mais a liderança com a entrada do 1600 MHz 1900+ menos de um mês depois.
O Palomino foi primeiro a ser lançado para plataforma móvel, denominado Mobile Athlon 4 (codinome "Corvette"), pelo fato de que era o quarto núcleo a ser chamado de Athlon (após o K7 original, o K75 0.18 μm e o Thunderbird), mas muitas pessoas notaram que o nome era mais provável devido ao recém lançado Intel Pentium 4. A versão para desktop Athlon XP apareceu alguns meses depois, em Outubro.

### Especificações
- Cache L1: 64+64 KiB(dados+instruções)
- Cache L2: 256 KiB
- MMX, 3DNow!, SSE
- Socket A (462)
- FSB: 133Mhz (266MT/s)
- Lisura: 180 nm
- Consumo e dissipação de calor (TDP): 60 W até 72 W
- Primeiros lançamentos: 9 de Outubro de 2001
- Clock: 1.33Ghz até 1.73Ghz (1500+ até 2100+)

## Athlon XP Thoroughbred

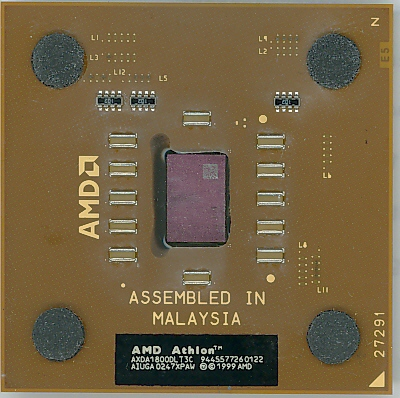
Athlon XP Thoroughbred

### Thoroughbred A
A quarta geração baseada no K7 foi lançada na metade de 2002. Com um desempenho similar aos Athlon 'Palomino' de mesmo clock, sua inovação foi o refinamento da litografia usada, agora 130 nm. Com isso, a AMD conseguiu reduzir o consumo e, consequentemente, seu vCore e seu TDP. Foram lançados modelos com índices entre 1600+ e 2200+, com clock variando entre 1,4Ghz e 2,0Ghz. Todo o resto foi mantido.

### Thoroughbred B
Lançado pouco após a primeira versão do Thoroughbred, esta revisão se mostrou eficiente. Com esta atualização, os Athlon XP conseguiram obter valores bem superiores de clock, chegando a 2.25Ghz. Operam não somente com 133Mhz(DDR-266) de barramento, como o 166Mhz(DDR-333) fez sua aparição. Uma característica importante é o multiplicador desbloqueado, que permitiu a AMD uma grande quantidades de fãs da marca. Seus modelos variam de 1700+ até 2800+, com clock variando de 1.46Ghz até 2.25Ghz.

### Especificações
- Cache L1: 64+64 KiB(dados+instruções)
- Cache L2: 256 KiB
- MMX, 3DNow!, SSE
- Socket A (462)
- FSB:

133Mhz (266MT/s) - 1600+ até 2600+
166Mhz (333MT/s) - 2600+ até 2800+
- Lisura: 130 nm
- Consumo e dissipação de calor (TDP): 48.5 W até ?? W
- Primeiros lançamentos:
  - 10 de Julho de 2002 (T-Bred A)
  - 22 de Agosto de 2002 (T-Bred B)
- Clock:
  - 1.4Ghz até 1.8Ghz (T-Bred A, 1600+ até 2200+)
  - 1.46Ghz até 2.25Ghz (T-Bred B, 1700+ até 2800+)

## Athlon XP Barton

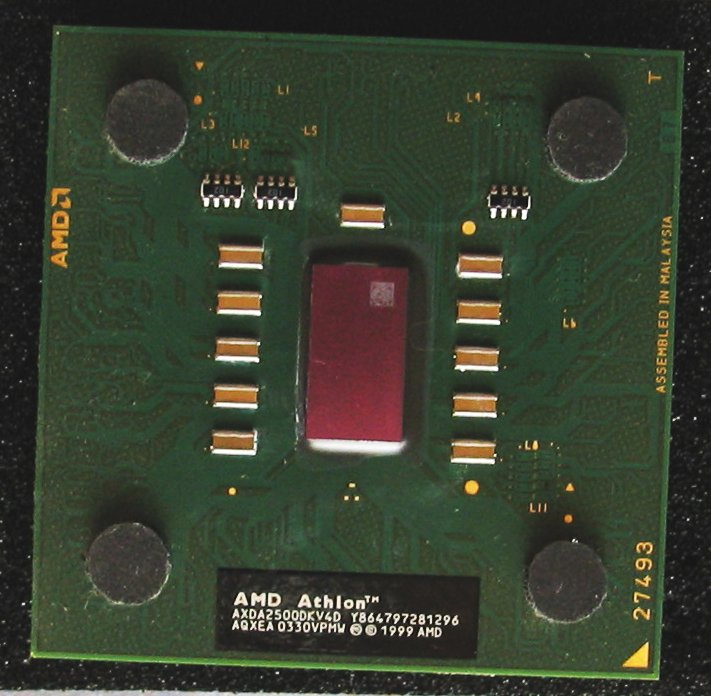
Athlon XP "Barton"

Os Athlon baseados no Barton foram lançados no começo de 2003. São fabricados sob a mesma litografia dos Throughbred, mas diferem dos mesmos pela nova revisão do core e pela adição de mais cache L2, totalizando agora 512KiB. Tem um índice superior aos dos Througbred de mesmo clock devido ao cache L2 dobrado, indo de 2500+ até 3200+. Possui um FSB de 166Mhz para os modelos de 2500+ até o 3200+, e FSB de 200Mhz para os modelos 3000+ e 3200+. Assim como os Throughbred, os modelos de mesmo índice mas com FSB inferior tem clock superior para equivaler o desempenho. O FSB de 200Mhz veio para reduzir a necessidade de barramento para competir com os Intel Pentium 4 com 200Mhz de FSB. Apesar do mesmo clock base do FSB, os processadores Intel tinham o dobro de largura de banda por ser tipo QDR (Quad-pumped), contra os DDR (Double-pumped) da AMD.
O Barton foi o processador que chegou no limite da arquitetura K7, o último avançando da AMD nessa arquitetura, antes do lançamento da geração K8.

### Especificações
- Cache L1: 64+64 KiB(dados+instruções)
- Cache L2: 512 KiB
- MMX, 3DNow!, SSE
- Socket A (462)
- FSB:
  - 133Mhz (266MT/s) - 2500+ até 2800+ [6]
  - 166Mhz (333MT/s) - 2500+ até 3200+
  - 200Mhz (400MT/s) - 3000+ e 3200+
- Lisura: 130 nm
- Consumo e dissipação de calor (TDP): 68.3 W até 79.2 W
- Primeiros lançamentos: 10 de Fevereiro de 2003
- Clock: 1.83Ghz até 2.33Ghz (2500+ até 3200+)[6]

## Athlon XP Thorton
É uma versão do Athlon XP idêntico ao Barton, porém com a metade da cache L2 desativada. Ele foi fabricado nos modelos de 2000+ (1666 MHz) a 2400+ (2000 MHz), sempre com o FSB de 133 MHz (DDR-266).

### Especificações
- Cache L1: 64+64 KiB(dados+instruções)
- Cache L2: 256 KiB
- MMX, 3DNow!, SSE
- Socket A (462)
- FSB:
  - 133Mhz (266MT/s) - 2000+ até 2600+
  - 166Mhz (333MT/s) - 2600+
  - 200Mhz (400MT/s) - 3100+
- Lisura: 130 nm
- Consumo e dissipação de calor (TDP): 68.3 W até 79.2 W
- Primeiros lançamentos: 10 de Fevereiro de 2003
- Clock: 1.67Ghz até 2.2Ghz (2000+ até 3100+)

## Diferenciando por referência
Como é possível verificar abaixo, no processador estão grafadas algumas informações que são de suma importância para se identificar o tipo de processador, família e demais dados importantes.
AXDA3200DKV4E - De posse dessa informação, basta agora analisar as partes nesta página: http://www.cpu-world.com/
O resultado obtido seria:
| Core                         | Barton       |
| CPU Model                    | 20           |
| Manufacturing Process        | 130 nm       |
| Approximate Transistor Count | 54.3 million |
| Approximate Die Size         | 101 sq. mm   |
| Performance Rating           | 3200+        |
| Working frequency            | 2200 MHz     |
| Package Type                 | OPGA         |
| Operating Voltage            | 2.50 V       |
| Max Die Temperature          | 85 °C        |
| L1 Cache Size                | 128 KB       |
| L2 Cache Size                | 1 MB         |
| Multiplier                   | 11x          |
| FSB Frequency                | 400 MHz      |
| Stepping Code                | AQUCA        |
| Manufacture Year             | 2003         |
| Manufacture Week             | 03           |
| Production Batch             | A            |
| Batch Production Number      | 0001         |

## Diferenciando visualmente
Diferenciando um Tbred B de um Barton:
- Barton: o aumento do cache torna o núcleo (die) maior, fisicamente. Um retângulo mais alto.
Como diferenciar um XP Palomino de um XP Tbred:
- Palomino: tem as inscrições em cima do núcleo.
- tbred: possui uma etiqueta com as inscrições.
- Palomino: possui todos os capacitores em baixo.
- tbred: possui todos os capacitores em cima.
- Palomino: núcleo (die) quadrado.
- tbred: núcleo (die) retangular.
Como diferenciar um XP Tbred A de um XP Tbred B:
- Tbred A: a série do processador termina em A (ex: AIUGA).
- Tbred B: a série do processador termina em B (ex: JIUHB).
Se não se tem acesso para visualizar o processador, pode identificá-lo através de softwares como "WcpuID" ou "CPU-Z".